# Privatdruck

Gabe der Schweizerischen Schillerstiftung zu Ehren des Autors Hermann Hiltbrunner, Aufkleber in einer Teilauflage des Buchs Hiltbrunner: Geistliche Lieder, 1945

Privatdruck ist eine Form des Selbstverlags und bezeichnet ein meist in kleiner Auflage erscheinendes, nicht im Handel erhältliches Druckwerk, das in der Regel von vorneherein für einen eindeutig adressierten und damit begrenzten Benutzerkreis gedacht ist. Handelt es sich um Publikationen, die in ihrem Land der Zensur unterliegen oder aus anderen Gründen nicht über den Buchhandel vertrieben werden, spricht man von Grauer Literatur, im russischen von Samisdat.
Auftraggeber für einen Privatdruck kann eine Privatperson, ein Fürst, ein Unternehmen, ein Verein oder eine ähnliche Institution sein. Die Bücher sind oft sorgfältig und aufwendig ausgestattet und deshalb auch für bibliophile Sammler von Interesse. So heißt es beispielsweise im Impressum einer Buchausgabe von Georg Büchners Woyzeck mit Illustrationen von Erik Richter aus dem Jahr 1925: „Dieser Privatdruck wurde im Dezember 1925 als Weihnachtsgabe nur für die Freunde der Graphischen Kunstanstalt Ganymed GmbH und der Buchdruckerei Gebr. Mann hergestellt. Die Zeichnungen sind von Erik Richter, Satz und Buchdruck von Gebr. Mann, der Lichtdruck von Ganymed, sämtlich zu Berlin. Die Auflage betrug 250 Exemplare.“
Selten bis gar nicht gebräuchlich hingegen ist der Begriff „Privatdruck“ für selbstverlegte Memoiren oder eine Familiengeschichte, auch wenn ein solches Druckwerk ebenfalls nicht für den Buchhandel, sondern nur privat für die näheren Angehörigen und Freunde bestimmt ist.

## Beispiele
siehe Graue Literatur#Beispiele